# Boarmia cognata
Boarmia cognata là một loài bướm đêm trong họ Geometridae.